# 350
350（三百五十、さんびゃくごじゅう）は自然数、また整数において、349の次で351の前の数である。

## 性質
- 350は合成数であり、約数は 1, 2, 5, 7, 10, 14, 25, 35, 50, 70, 175, 350 である。
  - 約数の和は744。
    - 82番目の過剰数である。1つ前は348、次は352。
- 8番目の原始擬似完全数である。1つ前は304、次は368。
- 3502 + 1 = 122501 であり、n2 + 1 の形で素数を生む54番目の数である。1つ前は340、次は384。
- 約数の和が350になる数は1個ある。(349) 約数の和1個で表せる71番目の数である。1つ前は348、次は352。
- 各位の和が8になる30番目の数である。1つ前は341、次は404。
- 350 = 12 + 52 + 182 = 22 + 112 + 152 = 52 + 62 + 172 = 52 + 102 + 152 = 92 + 102 + 132
  - 3つの平方数の和5通りで表せる7番目の数である。1つ前は281、次は354。(オンライン整数列大辞典の数列 A025325)
  - 異なる3つの平方数の和5通りで表せる6番目の数である。1つ前は326、次は381。(オンライン整数列大辞典の数列 A025343)
- 350 = 13 + 23 + 53 + 63
  - 4つの正の数の立方数の和で表せる79番目の数である。1つ前は346、次は352。(オンライン整数列大辞典の数列 A003327)
  - 異なる正の数の4つの立方数の和1通りで表せる10番目の数である。1つ前は315、次は369。(オンライン整数列大辞典の数列 A025408)
- 350 = 73 + 7
  - n = 7 のときの n3 + n の値とみたとき1つ前は222、次は520。(オンライン整数列大辞典の数列 A034262)
- n = 350 のとき n と n + 1 を並べた数を作ると素数になる。n と n + 1 を並べた数が素数になる42番目の数である。1つ前は342、次は362。(オンライン整数列大辞典の数列 A030457)
- 350 = 2 × 52 × 7
  - 3つの異なる素因数の積で p2 × q × r の形で表せる23番目の数である。1つ前は348、次は364。(オンライン整数列大辞典の数列 A085987)

## その他 350 に関連すること
- 西暦350年
- 紀元前350年
- エアバスA350 XWBはエアバス製の旅客機。
- 日本航空350便墜落事故